# برتون چرچیل
برتون چرچیل (انگلیسی: Berton Churchill؛ ۹ دسامبر ۱۸۷۶ – ۱۰ اکتبر ۱۹۴۰) یک هنرپیشه اهل کانادا بود. وی بین سال‌های ۱۹۱۹ تا ۱۹۴۰ میلادی فعالیت می‌کرد.

## فیلم‌شناسی
از فیلم‌ها یا برنامه‌های تلویزیونی که وی در آن نقش داشته است می‌توان به دلیجان، فراری از گروه مجرمان، در شیکاگوی قدیم، کشیش قاضی، چهار مرد و یک نیت خیر، پزشکان اشاره کرد.